# Sakaviaservice
Sakaviaservice (Georgisch: საქავიასერვისი, Sakaviaservisi) was tussen 1998 en 2010 een Georgische luchtvaartmaatschappij met thuisbasis in Tbilisi.

## Geschiedenis
Sakaviaservice werd op 29 oktober 1998 geregistreerd. Over de beginjaren is weinig bekend, maar in februari 2001 werd beschreven dat het de derde grote Georgische luchtvaartmaatschappij was. Op 16 juli 2003 werd directeur Akop Aroetinov van Sakaviaservice in Tbilisi doodgeschoten. In 2004 vloog de luchtvaartmaatschappij vanaf Tbilisi op Paphos, Odesa, Simferopol en Teheran. In de eerste zes maanden van 2005 vervoerde Sakaviaservice 1.877 passagiers, wat neerkwam op 1,7% van het totaal aantal passagiers vervoerd door Georgische maatschappijen.
In oktober 2004 begonnen de Russische autoriteiten de druk op te voeren op de luchtvaartsector in een viertal GOS-staten, waaronder Georgië. Zij stelden dat een flink aantal luchtvaartmaatschappijen schulden hadden uitstaan van vlieggelden en drongen aan op een oplossing. Sakaviaservice had geen schuld uitstaan, maar werd uiteindelijk wel getroffen toen Rusland twee jaar later op 2 oktober 2006 een vliegembargo instelde tussen beide landen naar aanleiding van de Georgisch-Russische spionagecontroverse en de algemene oplopende politieke spanningen tussen de twee landen. Rusland gebruikte daarbij de openstaande schuld als motief.
In 2008 investeerde het bedrijf in het vrachtvervoer en breidde het gestaag de vloot uit met Iljoesjin Il-76 vrachttoestellen. Het nam ook een Antonov An-12 in dienst. Voor de passagiersdiensten gebruikte Sakaviaservice een Antonov An-24. Door zorgen rond de vliegveiligheid van verschillende Georgische maatschappijen na enkele fatale ongevallen in 2010, waaronder van Sun Way op 28 november van dat jaar, werd de vliegvergunning van Sakaviaservice op 29 november 2010 ingetrokken.

## Ongeval

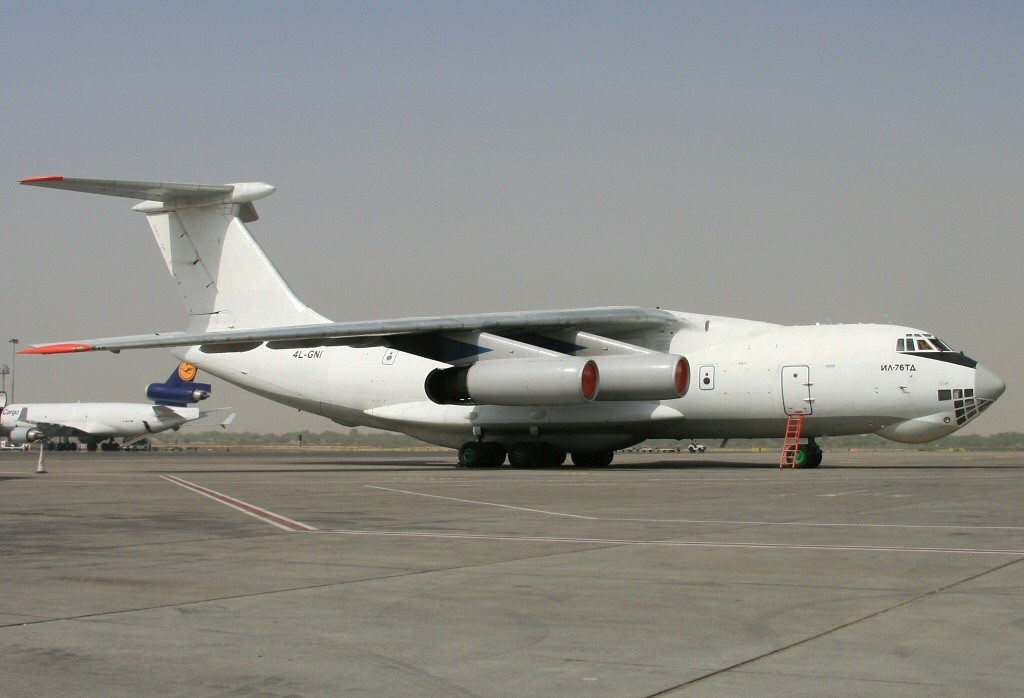
De noodlottige Iljoesjin Il-76 (4L-GNI), hier in gebruik door Sakaviaservice (03-2010).

Op 28 november 2010 stortte een Iljoesjin Il-76TD, de 4L-GNI, neer bij het opstijgen van Karachi Jinnah International Airport in Pakistan. Het vliegtuig was met hulpgoederen onderweg naar Khartoum (Soedan) met als eindbestemming Douala in Kameroen, en werd op dat moment door het Georgische Sun Way van Sakaviaservice gehuurd. Tijdens het opstijgen vloog motor 4 in brand, waardoor het toestel op 100 meter hoogte naar rechts zwenkte en op 140 meter hoogte naar beneden dook. Het toestel stortte neer in gebouwen die in aanbouw waren. Geen van de acht inzittenden, zes bemanning en twee passagiers, overleefden de ramp. Op de grond kwamen vier mensen om en raakten een onbekend aantal gewond.
De burgerluchtvaartautoriteit van Pakistan stelde een onderzoek in en kwam erachter dat de ontwerplevensduur van het casco en de motoren in 2004 was verstreken. Het maximale gewicht van 190 ton was ook met 5 ton overschreden. Metaalmoeheid van de compressor in de motor als gevolg van de overschreden levensduur bleek de oorzaak van de motorstoring. Dit leidde vervolgens tot fragmenten die uit de motor werden geblazen waardoor vitale onderdelen waaronder brandstoftanks en vleugels beschadigden wat een verdere bijdrage had tot de crash.
Het toestel was weliswaar sinds april 2010 in gebruik door Sun Way, de Georgische autoriteiten zagen genoeg aanleiding daags na het ongeval de vliegvergunning van Sakaviaservice in te trekken. De vergunning van Sun Way verliep in april 2011 en werd niet verlengd.

## Vloot
De vloot van Sakaviaservice bestond voornamelijk uit vrachttoestellen, met onder meer:
| Antonov An-24   | 1 |        |         |         | Passagiers                          |
| Antonov An-12BK | 2 | 4L-GLN | 12-2008 | 01-2011 |                                     |
| Antonov An-12BK | 2 | 4L-GLT | 12-2009 | 01-2011 |                                     |
| Iljoesjin Il-76 | 5 | 4L-GLM | 03-2008 | 02-2010 | IL-76T, naar Sun Way                |
| Iljoesjin Il-76 | 5 | 4L-GLK | 03-2010 | 01-2011 | IL-76TD                             |
| Iljoesjin Il-76 | 5 | 4L-GNI | 07-2008 | 04-2010 | IL-76TD, naar Sun Way (zie Ongeval) |
| Iljoesjin Il-76 | 5 | 4L-GLL | 07-2009 | 07-2010 | IL-76TD                             |
| Iljoesjin Il-76 | 5 | 4L-GLR | 2009    | 01-2011 | IL-76TD                             |
| Bron:           |   |        |         |         |                                     |